# Hesperosaurus mjosi
L'Hesperosaurus mjosi era un dinosauro vissuto nel Giurassico superiore negli Stati Uniti. I resti fossili includono uno scheletro parziale mancante delle zampe, che permette di stabilire che questo animale era un dinosauro ornitischio appartenente agli stegosauri, o dinosauri a piastre. Vissuto insieme allo Stegosaurus, l'Hesperosaurus possiede alcune caratteristiche primitive.

## Un collo flessibile

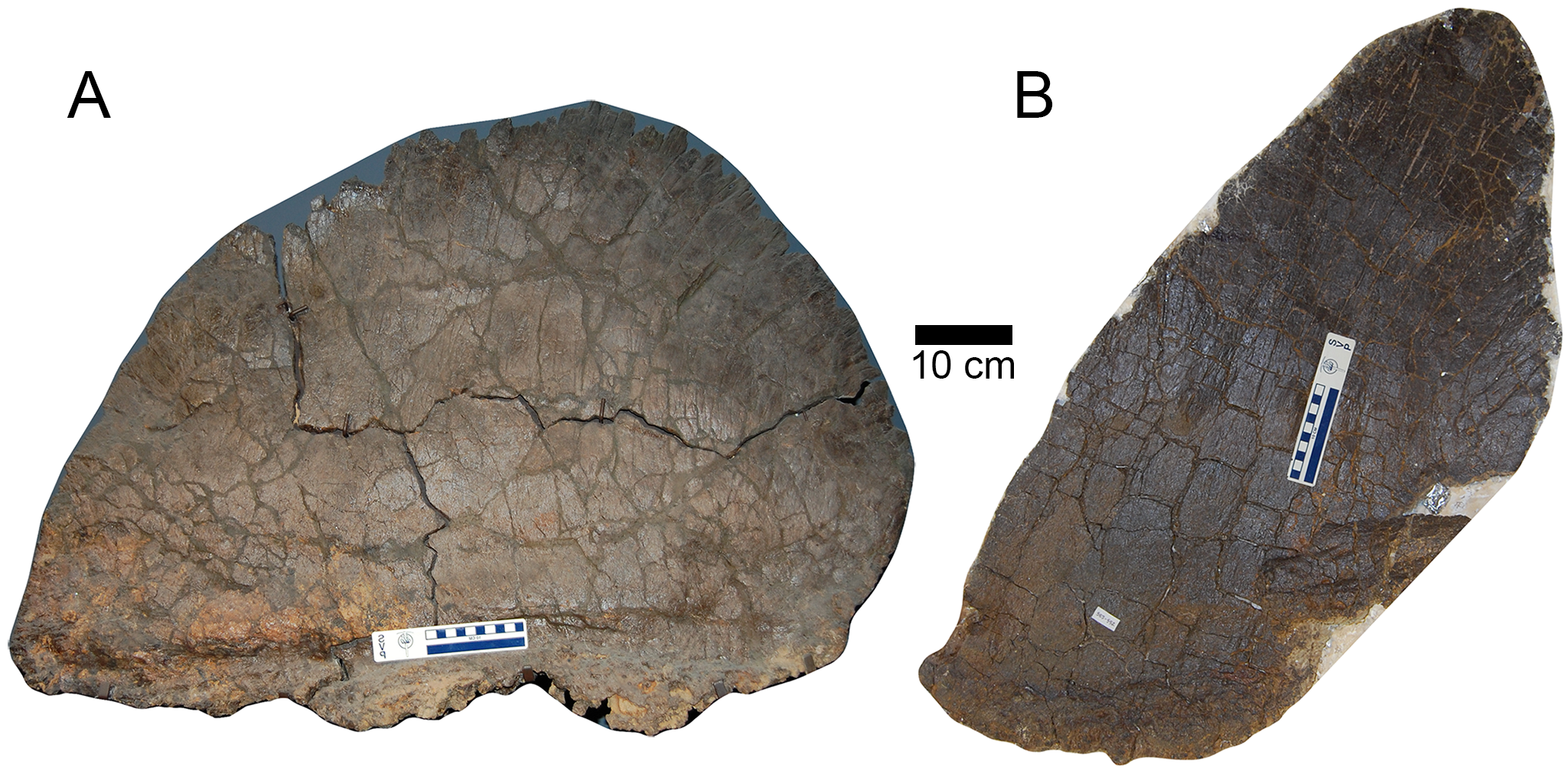
Piastre dorsali di Hesperosaurus

Un teschio parziale piuttosto largo avvicina Hesperosaurus all'origine degli stegosauridi. Le placche a difesa di questo dinosauro erano decisamente allungate, e probabilmente Hesperosaurus possedeva un collo molto flessibile. Forse questo stegosauro primitivo era strettamente imparentato con l'europeo Dacentrurus.